# Serra da Neve
Serra da Neve är en bergskedja i Angola.   Den ligger i provinsen Namibe, i den västra delen av landet, 500 kilometer söder om huvudstaden Luanda.
I omgivningarna runt Serra da Neve växer huvudsakligen savannskog. Runt Serra da Neve är det mycket glesbefolkat, med 2 invånare per kvadratkilometer.